# Anne Watanabe
Anne Watanabe (渡辺 杏 Watanabe An?,  Tokio, Japón, 14 de abril de 1986) es una actriz, modelo y cantante japonesa. En su trabajo como modelo es conocida bajo el nombre de Anne. Es hija del actor Ken Watanabe y su primera esposa, Yumiko. Su hermano mayor, Dai, también es actor.

## Carrera
La primera temporada de modelaje de alto perfil de Watanabe fue en la edición de primavera/verano de 2006, en la que participó en desfiles de Anna Sui, Diane von Furstenberg, Tommy Hilfiger y Vivienne Tam, entre otros. También modeló para Baby Phat, Imitation of Christ, Karl Lagerfeld, Lacoste, Marc Jacobs y Thakoon en temporadas posteriores.
Watanabe ha aparecido en publicidades para Anna Sui y NARS Cosmetics. También fue modelo principal de la fragancia de Sui, Secret Wish Magic Romance, tanto para folletos como para comercial de televisión.

## Vida personal
El 1 de enero de 2015, Watanabe contrajo matrimonio con el actor y modelo Masahiro Higashide. Sus hijas gemelas nacieron en mayo de 2016. El 4 de abril de 2017, Watanabe anunció que estaba embarazada de su tercer hijo, un varón, el cual nació el 7 de noviembre. La pareja se divorció en 2020.

## Filmografía

### Televisión
- Tengoku to Jigoku (TV Asahi, 2007)
- Tenchijin (NHK, 2009), Megohime
- Karei Naru Spy (NTV, 2009)
- Samurai High School (NTV, 2009)
- Shinzanmono (TBS, 2010, ep1)
- Naka nai to Kimeta Hi (Fuji TV, 2010)
- Joker: Yurusarezaru Sōsakan (Fuji TV, 2010)
- Namae o Nakushita Megami (Fuji TV, 2011)
- Yokai Ningen Bem (NTV, 2011)
- Taira no Kiyomori (NHK, 2012), Hōjō Masako
- XxxHolic (WOWOW, 2013)
- Kasuka na Kanojo (Fuji TV, 2013)
- Gochisōsan (NHK, 2013)
- Hanasaki Mai Speaks Out (NTV, 2014–), Mai Hanasaki
- Date - Koi to wa Donna Mono Kashira (Fuji TV, 2015)
- Japan Sinks: People of Hope (2021), Minori Shiina
- Blood and Sweat (2026)

### Películas
- Sakura no Sono (2008)
- Fashion Week (2009)
- Bandage (2010)
- Ninja Kids!!! (2011)
- Yōkai Ningen Bem The Movie (2012)
- Platinum Data (2013)
- Midsummer's Equation (2013)
- Miss Hokusai (2015), Oei (voz)
- Hoshigaoka Wonderland (Lost and Found) (2016)
- Golden Orchestra (2016)
- Birthday Wonderland (2019), Chii (voz)
- Cube (2021)
- The Deer King (El rey ciervo) (2022), Sae (voz)
- Tombi: Father and Son (2022), Yumi
- Tokyo MER: Mobile Emergency Room – The Movie (2023), Yū Kamoi
- Kingdom 3: The Flame of Destiny (2023), Zhi Xia
- Fly Me to the Saitama: From Biwa Lake with Love (2023), Kai Kikyo
- Totto-Chan: The Little Girl at the Window (2023), Totto-Chan's mother (voz)
- Stay Mum (2024), Chisako
- The Solitary Gourmet (2025), Chiaki Matsuo

### Radio
- Book Bar (2008–present, J-Wave)

### Documentales
- Asia's Great Ruins (2015, NHK)

## Discografía

#### Miniálbumes
- Lights (2010, [Epic/Sony)
- Ai o Anata ni (2012, Epic/Sony)